# Tachina divulsa
Tachina divulsa är en tvåvingeart som beskrevs av Walker 1853. Tachina divulsa ingår i släktet Tachina och familjen parasitflugor. Inga underarter finns listade i Catalogue of Life.